# 1401
L'any 1401 va ser un any destacat per diversos esdeveniments. Va ser un any ple de conflictes i esdeveniments històrics, i també va ser un any destacat en el món de les arts i la impressió.

## Esdeveniments
Països Catalans
- 10 de gener - Barcelona: Privilegi reial pel qual Martí l'Humà funda l'Estudi General de Medicina de Barcelona, després Estudi General de Medicina i Arts, antecedent de la futura Universitat de Barcelona.[1]
- 20 de gener - Barcelona: A la llotja s'obre una taula de canvi coberta amb un tapet amb les armes de la ciutat. La Taula de Canvi de Barcelona es pot considerar el primer banc públic d'Europa.[2]

Resta del món

## Naixements
Països Catalans
- 14 de novembre, Segòvia: Maria de Castella, reina d'Aragó (1416-1458) (m. 1458).[3]

Resta del món
- 27 d'octubre, París: Caterina de Valois, reina consort d'Anglaterra de 1420 a 1422 (m. 1437).[4]

## Necrològiques
Països Catalans
Resta del món